# Manuel Robles Pezuela
Manuel Robles Pezuela (Guanajuato, 23 de Maio de 1817 – San Andrés Chalchicomula, Puebla, 23 de Março de 1862), foi um político e militar mexicano.

## Biografia
Foi ministro da guerra durante a presidência de Mariano Arista, cargo que manteve nos governos seguintes até ser nomeado ministro de relações exteriores por Ignacio Comonfort e mais tarde embaixador nos Estados Unidos.
Após o golpe de estado de Félix María Zuloaga contra Comonfort, foi nomeado por Zuloaga ministro da guerra e da marinha. Ao eclodir o plano de Navidad que visava a destituição de Zuloaga e reconhecia Miguel Miramón como presidente, encontrando-se este último ausente, Robles Pezuela foi nomeado presidente provisional até Miramón assumir o cargo. Com Miramón na presidência foi novamente nomeado ministro da guerra e da marinha e posteriormente incluído na comissão enviada à Europa com o propósito de negociar a vinda de um príncipe europeu para governar o país.
Uma vez regressado ao México, foi desterrado em Sombrerete, Zacatecas, sob a condição de não auxiliar as tropas europeias que entretanto haviam invadido o país (Janeiro de 1862). No entanto, Pezuela decidiu juntar-se aos invasores, pondo-se em marcha em direcção a Veracruz com vista a encontrar-se com Juan Nepomuceno Almonte. Foi interceptado no estado de Puebla pelas tropas do general Ignacio Zaragoza que ordenou que Pezuela fosse imediatamente fuzilado por traição à pátria.